# Michel Rocard
Michel Rocard (; n. 23 august 1930, Courbevoie, Seine, Franța – d. 2 iulie 2016, Paris, Métropole du Grand Paris, Franța) a fost un om politic francez, membru al Parlamentului European în perioada 1999-2004 din partea Franței. A fost prim-ministru al Franței în perioada 10 mai 1988 – 15 mai 1991.